# Willy Frank (Zahnmediziner)
Willy Frank (* 9. Februar 1903 in Regensburg; † 9. Juni 1989 in München) war ein deutscher Ingenieur und Zahnarzt. Als Nationalsozialist und SS-Mitglied war er im KZ Auschwitz an der Selektion von über 6000 Häftlingen beteiligt. Dafür wurde er zu sieben Jahren Zuchthaus verurteilt.

## Leben
Frank bestand nach einer geregelten Schullaufbahn 1923 das Abitur. Er studierte anschließend an der Technischen Hochschule München Ingenieurwesen. Er wurde 1923 im Corps Ratisbonia aktiv und bewährte sich als Consenior. 1927 bestand er die Prüfung zum Diplom-Ingenieur. Nachdem er vier Jahre in seinem erlernten Beruf tätig gewesen war, orientierte er sich um. In München studierte er von 1931 bis 1933 erfolgreich Zahnmedizin. Nach der Assistentenzeit eröffnete er 1935 in Stuttgart-Bad Cannstatt eine Zahnarztpraxis. Im Jahr 1936 wurde er in München zum Dr. med. dent. promoviert.

### Nationalsozialist
Seit 1920 im Freikorps Epp, beteiligte sich Frank an der Niederschlagung des Ruhraufstands. Schon 1922 trat er als Gründungsmitglied der Ortsgruppe Regensburg in die NSDAP ein. 1923 nahm er am Hitlerputsch in München teil. Der neu gegründeten NSDAP trat Frank zum 1. Mai 1933 erneut bei (Mitgliedsnummer 2.942.877), er wurde 1933 auch Mitglied des NSKK und 1936 der SS (SS-Nummer 289.643). Zudem leistete er auf freiwilliger Basis, neben der Arbeit in seiner Zahnarztpraxis, als Zahnarzt in der Funktion eines SS-Oberabschnittsarztes in Stuttgart zahnärztliche Dienste für die SS. Er trug als altgedientes Parteimitglied den Ehrenwinkel der Alten Kämpfer und meldete sich 1940 freiwillig zur Waffen-SS. Bei der SS-Division „Germania“ ausgebildet, kämpfte er bis zum Januar 1942 mit der SS-Division „Wiking“ an der Ostfront. Danach war er in Lazaretten der SS in Dachau, Minsk und Wewelsburg tätig.
Er war ab Februar 1943 zweiter Zahnarzt im KZ Auschwitz und stieg bereits Mitte Juli 1943 als Nachfolger von Karl-Heinz Teuber zum Leitenden Zahnarzt des Konzentrationslagers auf. Er war an der Selektion von mehr als 6000 Häftlingen beteiligt. Von August bis November 1944 war er Leitender Zahnarzt im KZ Dachau. Er wurde 1944 zum SS-Hauptsturmführer befördert.

### Nach Kriegsende
Nachdem er in den letzten Kriegsmonaten noch als Angehöriger der SS-Division Totenkopf in Ungarn eingesetzt war, wahrscheinlich als Truppen-Zahnarzt, geriet er nach Kriegsende in amerikanische Kriegsgefangenschaft, aus der er im Januar 1947 entlassen wurde. Anschließend wurde er im Rahmen der Entnazifizierung von der Spruchkammer in München als „Mitläufer“ eingestuft und arbeitete danach wieder als Zahnarzt in seiner Stuttgarter Zahnarztpraxis. Er wurde im 1. Auschwitzprozess durch das Schwurgericht Frankfurt am Main 1965 wegen gemeinschaftlicher Beihilfe zum gemeinschaftlichen Mord zu sieben Jahren Zuchthaus verurteilt. Ihm wurde die Selektion von über 6000 Häftlingen für die Gaskammer zur Last gelegt. Frank verzichtete 1969, nachdem bereits 1961 von der Landeszahnärztekammer Baden-Württemberg ein berufsgerichtliches Verfahren angedacht war, auf seine zahnärztliche Approbation. Sein Sohn löste die Praxis auf, die er während dessen Abwesenheit weitergeführt hatte. Nach seiner Entlassung aus der Strafhaft im Jahr 1970 arbeitete er als Pharmavertreter.